# Pong
Pong är ett datorspel från 1972, designat av Allan Alcorn och utvecklat av Atari, där två spelare studsar en boll mellan varsin vertikal "racket" som styrs upp och ner. Pong blev det första kommersiellt framgångsrika arkadspelet och gjorde Atari till USA:s då snabbast växande företag.
Pong har kommit i många olika varianter, från TV-spelsmaskiner till hemdatorer. Pong är känt som det spel som skapade tv-spelsmarknaden. Spelet är inte helt olikt Tennis for Two utvecklat 1958.
1974 kom spelet för hemmabruk. Det kallades då "Home Pong" eller "hemma-Pong" och kom i en uppsjö av varianter, så kallade "Pongkloner", från hundratals tillverkare trots att spelen var i princip identiska.
Spelets historia är komplicerad och omtvistad. Men allra först verkar den amerikanske fysikern Willy Higinbotham ha varit då han år 1958 på sin arbetsplats Brookhaven National Laboratory i Upton, New York, bestämde sig för att liva upp studiebesöken. Med hjälp av en analog dator och ett oscilloskop konstruerade han ett tennisspel, känt som Tennis for Two, som gav besökarna en mer 'hands on'-upplevelse när laboratoriet talade om tekniken som användes. Spelplanen sågs från sidan och nätet bestod av ett uppochnedvänt T som nät. En liten dosa med en ratt och en knapp användes som joystick. Men Willy Higinbotham producerade egentligen ingen produkt. Även om den första Pongprodukten kom på tanke redan 1961 gick den inte i produktion förrän 1966. Den första prototypen stod klar under sommaren 1966 under ledning av Ralph Baer. Det första kommersiella Pong-systemet släpptes till Magnavox Odyssey under namnet Tennis.
Sedan 2006 arrangeras svenska mästerskap i Pong i Västerås under spelmässan Retrogathering. 

## Galleri

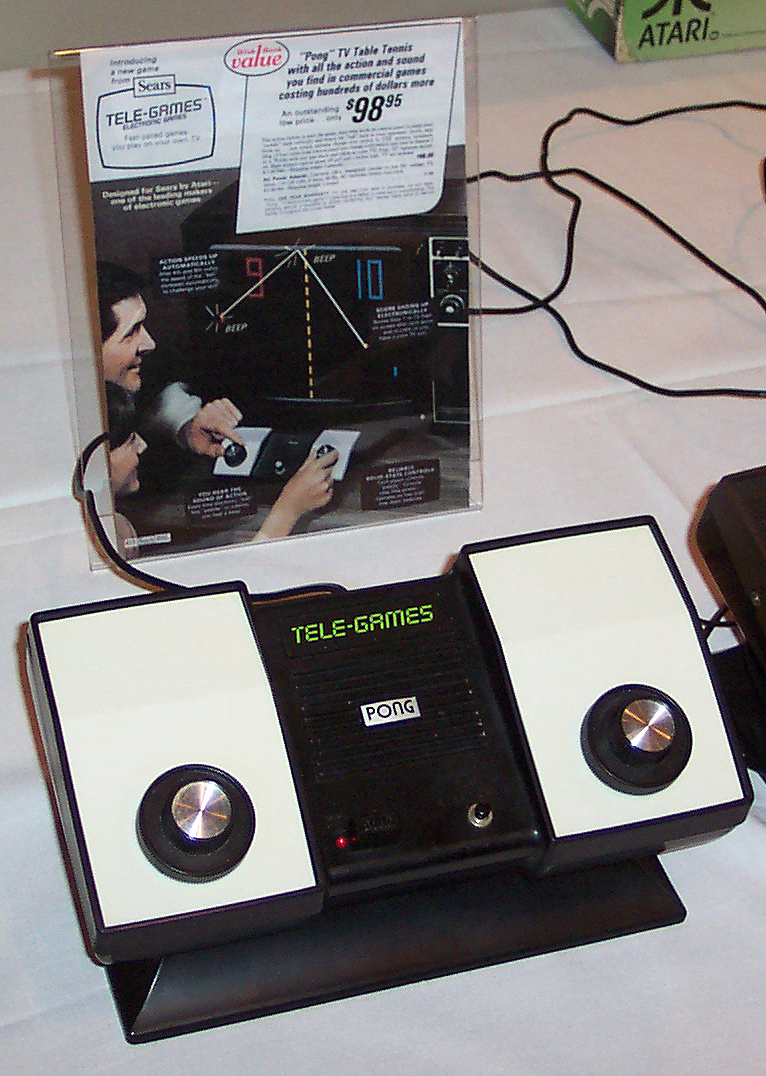
Konsolen Pong för hemmabruk.
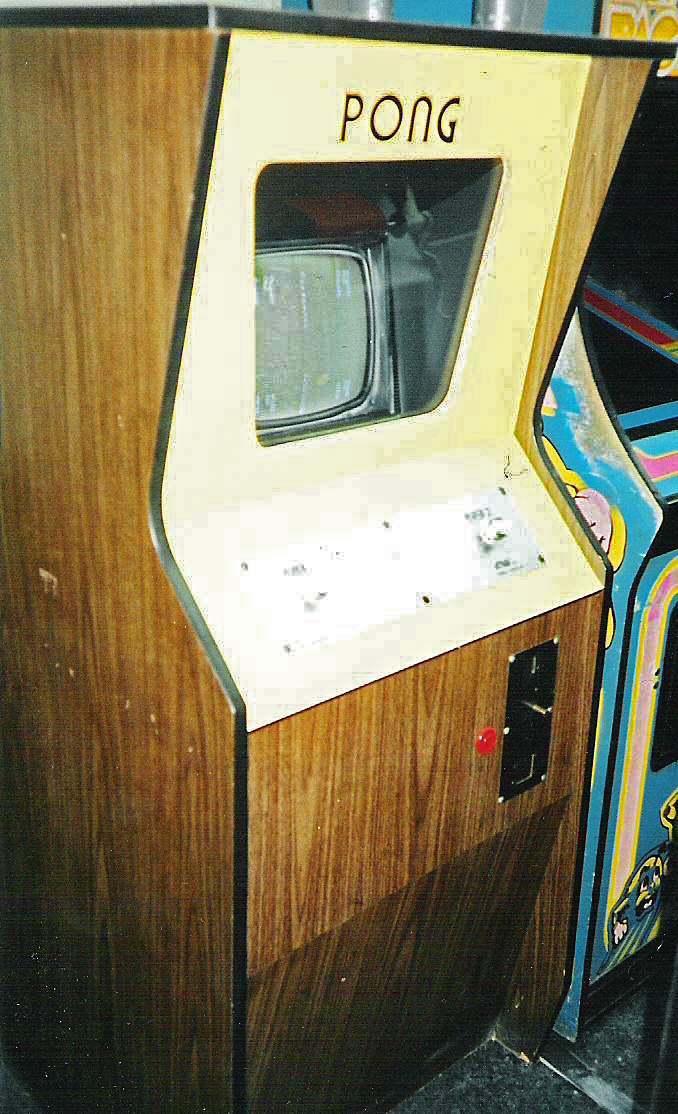
Ett Pong-kabinett från 1972.
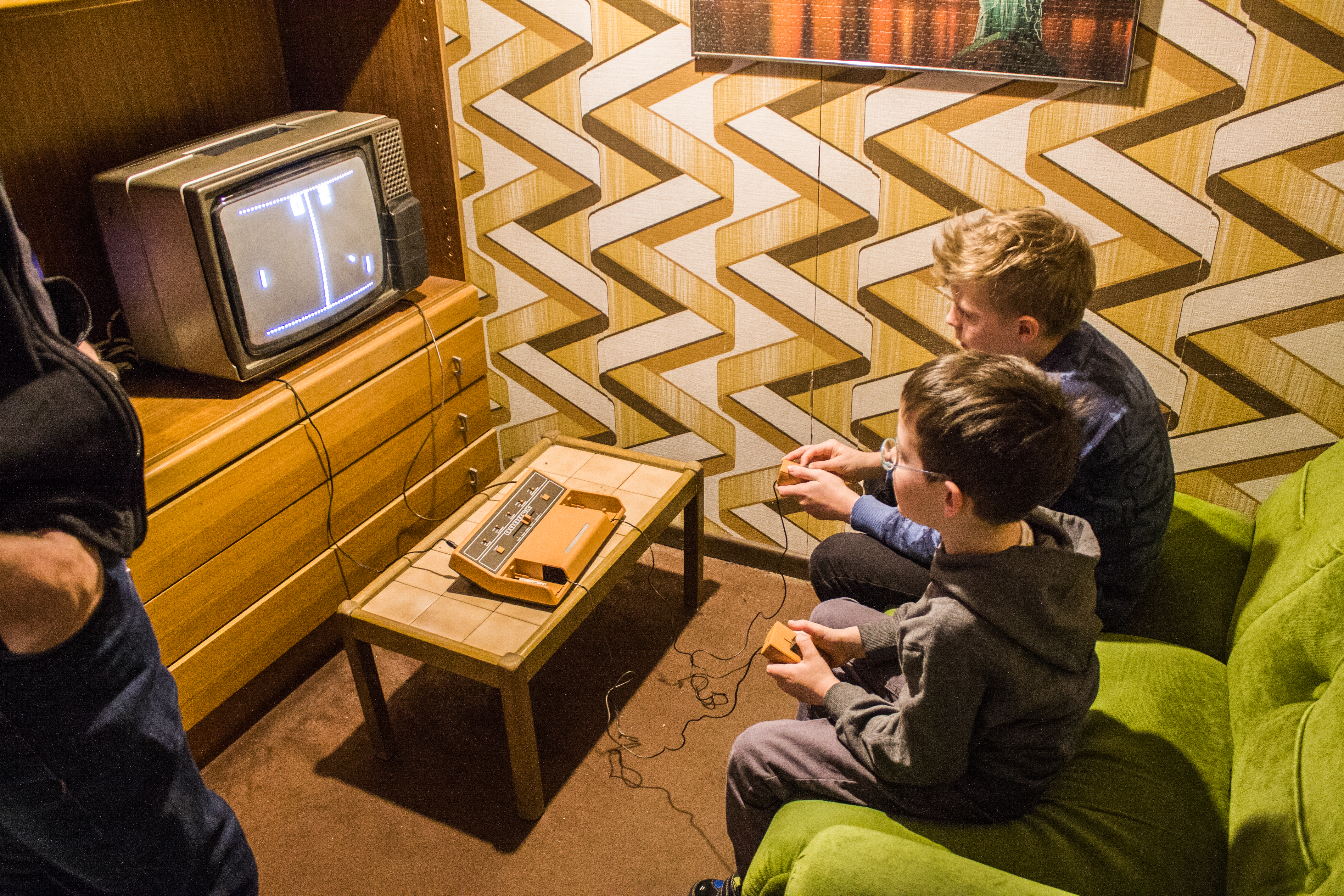
Två pojkar spelar Pong.